# Алва Смит
Алва Смит (на английски: Ailbhe Smyth) е ирландска общественичка.

## Биография
Родена е през 1946 година в Дъблин. Завършва „Английска и френска филология“ в Дъблинския университетски колеж през 1968 г., където остава да преподава.
От 1980-те години активно участва във феминисткото движение и движението за ЛГБТ права. През 2018 г. е сред ръководителите на кампанията, довела до легализацията на абортите в Ирландия.